# Yuji Funayama
Yuji Funayama (船山 祐二 Funayama Yuji?, nacido el 19 de enero de 1985 en Chiba) es un exfutbolista japonés. Jugaba de centrocampista y su último club fue el Tokyo Verdy de Japón.

## Trayectoria

### Clubes
| Club                 | País      | Año         |
| -------------------- | --------- | ----------- |
| Kashima Antlers      | Japón     | 2007 - 2010 |
| Cerezo Osaka         | Japón     | 2009        |
| Montedio Yamagata    | Japón     | 2011 - 2012 |
| Avispa Fukuoka       | Japón     | 2013        |
| Army United FC       | Tailandia | 2014        |
| Air Force Central FC | Tailandia | 2015        |
| Tokyo Verdy          | Japón     | 2016        |

## Estadística de carrera

### J. League
| Club              | Año   | J. League | J. League | Copa J. League | Copa J. League | Total | Total |
| Club              | Año   | Part.     | Goles     | Part.          | Goles          | Part. | Goles |
| ----------------- | ----- | --------- | --------- | -------------- | -------------- | ----- | ----- |
| Kashima Antlers   | 2007  | 8         | 1         | 2              | 0              | 10    | 1     |
| Kashima Antlers   | 2008  | 2         | 0         | 0              | 0              | 2     | 0     |
| Kashima Antlers   | 2009  | 0         | 0         | 0              | 0              | 0     | 0     |
| Cerezo Osaka      | 2009  | 15        | 5         | -              | -              | 15    | 5     |
| Kashima Antlers   | 2010  | 0         | 0         | 1              | 0              | 1     | 0     |
| Montedio Yamagata | 2011  | 19        | 0         | 1              | 0              | 20    | 0     |
| Montedio Yamagata | 2012  | 27        | 2         | -              | -              | 27    | 2     |
| Avispa Fukuoka    | 2013  | 37        | 1         | -              | -              | 37    | 1     |
| Tokyo Verdy       | 2016  | 16        | 0         | -              | -              | 16    | 0     |
| Total             | Total | 124       | 9         | 4              | 0              | 128   | 9     |

## Palmarés

### Títulos nacionales
| Título             | Club            | País  | Año  |
| ------------------ | --------------- | ----- | ---- |
| J1 League          | Kashima Antlers | Japón | 2007 |
| Copa del Emperador | Kashima Antlers | Japón | 2007 |
| J1 League          | Kashima Antlers | Japón | 2008 |
| Copa del Emperador | Kashima Antlers | Japón | 2010 |